# Палестра Италия (стадион)
Палестра Италия (порт.-браз. Palestra Itália), также называемый Парк Антарктика (порт.-браз. Parque Antártica) — бывший футбольный стадион в Бразилии, располагавшийся в городе Сан-Паулу. Долгие годы являлся «домашним» стадионом клуба «Палмейрас». На месте стадиона построен новый стадион — «Альянс Парке».

## История
Стадион начался со спортивной площадки, построенной пивоваренной компанией Antarctica Paulista для своих сотрудников в 1891 году в районе Агуа Бранка. Территория размером 300 тысяч квадратных метров состояла, помимо спортивных арен, из зон отдыха, садов и водных объектов, ресторанов и танцевальных площадок, а также автомобильный гоночный трек, на котором прошла первая в Южной Америке автомобильная гонка. Место назвали «Парк Антарктика». Позже компания стала на спорте зарабатывать: на площадке находилось несколько футбольных полей, которые сдавались для проведения игр. 3 мая 1902 года состоялся первый официальный футбольный матч, в которым «Маккензи Коллеж» обыграл «Жерманию» со счётом 2:1. Одним из арендаторов с 1917 года являлся клуб «Палестра Италия», впервые сыгравший на стадионе 21 апреля 1917 года против «Интернасьонала» (5:1).
«Палестра Италия» в 1919 году единолично арендовала стадион, а в 1920 году купила площадку с частью парка размером 120 тысяч квадратных метров за 500 тысяч реалов. При этом «Палестра Италия» платила 250 тысяч единоразово, а затем ещё два года по 125 тысяч. 16 мая 1920 года клуб провёл первый матч в качестве владельца с «Маккензи Коллеж» (7:0). В 1922 году была произведена первая перестройка стадиона, включавшая специальную зону для журналистов. 22 октября 1922 года на стадионе впервые сыграла сборная Бразилии в матче со сборной Аргентины на Кубок Рока (2:1). В 1928 году были построены первые трибуны, а с 1929 года началась постройка нового стадиона. В 1933 году закончилось строительство, построены железобетонные трибуны. Год постройки трибуны признается годом основания стадиона, названном в честь клуба «Палестра Италия». И вмещавшего рекордные, на тот момент в Бразилии, 30 тысяч зрителей. 13 августа того же года состоялась дебютная игра на арене, в которой «Палестра Италия» обыграла клуб «Бангу» со счётом 6:0. 
В начале 1960 годов «Палестра Италия» был реконструирован. Были возведены бетонные трибуны, увеличившие вместимость до 35 тысяч зрителей. 7 сентября 1964 года стадион был открыт после реконструкции. В 1970 году на стадионе установили электронное табло. В 1990-х стадион вновь реконструировался. Работы состояли из нескольких мини-ремонтов, включавших установку пластиковых кресел, из-за чего вместимость уменьшилась до 27 650 мест. С начала 2000-х годов «Палмейрас» начал прорабатывать вопрос о постройке нового стадиона. В 2008 году было принято решение о снесении «Палестры Италии» и возведении на её месте новой арены. 9 июня 2010 года на стадионе был проведен последний матч, в котором встречались «Палмейрас» и «Бока Хуниорс» (0:2). Стадион был снесён, а вместо него построена «Альянс Парке». От старой арены сохранилась лишь одна трибуна, оставленная из-за юридических тонкостей, по которым документы на строительство подавались в форме реконструкции текущего стадиона, а не строительства нового.

## Виды стадиона
| Парк Антарктика в 1910 | Парк Антарктика в 1921 году | Трибуны стадиона «Палестра Италия»          | Трибуны с болельщиками «Палмейраса»       |
| ---------------------- | --------------------------- | ------------------------------------------- | ----------------------------------------- |
|                        |                             |                                             |                                           |
| Стадион в 2010 году    | Матч на стадионе            | Баннер «Палмейраса» на стадионе в 2008 году | Разрушенные трибуны после сноса. 2011 год |
|                        |                             |                                             |                                           |